# Ásahreppur
Ásahreppur ist eine isländische Gemeinde in der Region Suðurland im Süden Islands.
Am 1. Januar 2023 hatte die Gemeinde 295 Einwohner. Zusammen mit der Parlamentswahl am 25. September 2021 findet eine Abstimmung über den Zusammenschluss der Gemeinden Ásahreppur, Mýrdalur, Rangárþing eystra, Rangárþing ytra und Skaftárhreppur statt.

## Geografie
Die Gemeinde besteht aus zwei getrennten Gebieten, die etwa 60 km voneinander entfernt sind.
Durch den wesentlich größeren Teil im Osten führt der südliche Teil der Sprengisandur-Route. Hier liegen der Þórisvatn und der Hágöngulón, der bis an die westlichen Ausläufer des Vatnajökull reicht.
Der See Sultartangalón liegt im Gemeindedreieck zwischen dem Nordteil von Ásahreppur, Skeiða- og Gnúpverjahreppur und Rangárþing ytra.
Der westliche Teil von Ásahreppur quert auf etwa 8 km die Ringstraße zwischen Hella und Selfoss.
In der Gemeinde gibt es keine Ortschaften.

## Höfe und Bauwerke

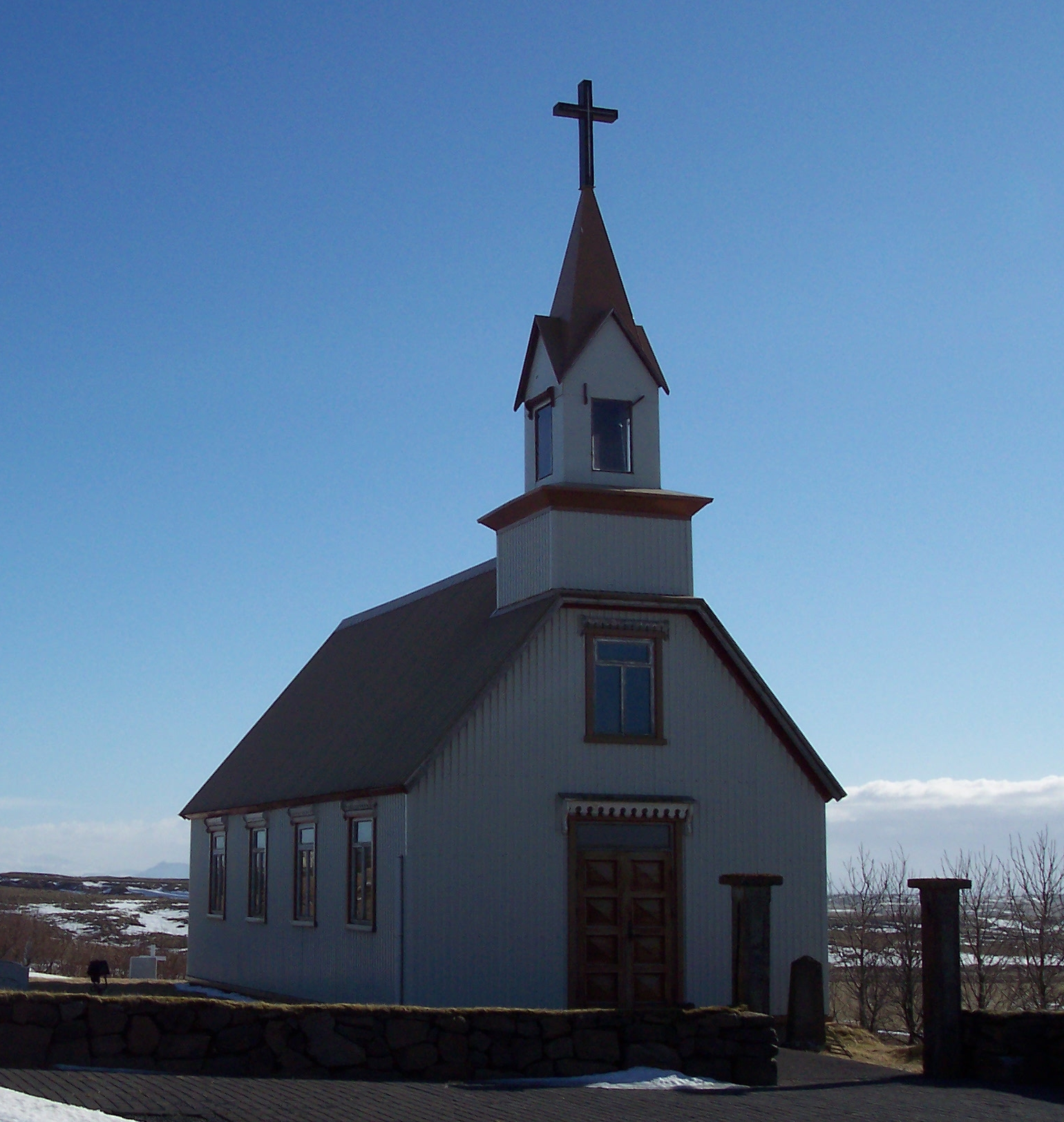
Kálfholtskirka

Im Südwesten der Gemeinde steht auf dem Hof Kálfholt die 1978–1979 erbaute Kálfholtskirkja. Sie wurde am 27. Mai 1979 eingeweiht. Das Retabel von Ámundi Jónsson wurde 1773 gemalt und zeigt das Letzte Abendmahl.
Die Ólafsvallakirkja auf dem Hof Ólafsvellir  ist eine Holzkirche von 1897 mit 120 Sitzplätzen.